# Blahoslav Smišovský
Blahoslav Smišovský (Dolní Cerekev bij Jihlava, Moravië, 8 maart 1931 - Uherský Ostroh, 14 november 2011) was een Tsjechisch componist en dirigent.

## Levensloop
Smišovský studeerde muziek en Tsjechische literatuur aan de Masaryk Universiteit in Brno waar hij in 1961 zijn diploma behaalde. Hij is docent aan de muziekschool in Uherský Ostroh. Smišovský was oprichter en dirigent van het beroeps-harmonieorkest Frajárka in Brno. Naast deze werkzaamheden is hij ook als componist bezig en schrijft vooral voor harmonieorkesten.

## Composities

### Werken voor harmonieorkest
- Bojané
- Falešná frajárka, polka
- Hádajù
- Hlucká, polka
- Hodonístá bazántnica, wals
- Hraj, kapelo, hraj, polka
- Hrajte nám bojané, polka
- Jen Kousek Lasky (Droom en werkelijkheid), polka
- Jitrni Polka
- Koledy, kerstmuziek voor orgel en harmonieorkest
- Kraj Sedmikras, wals
- Materidouska, wals
- Měšťanská hospůdka, polka
- Morava krásná zem
- Na veselském rynečku
- Náruč květů, polka
- Nepovim, polka
- Novú lásku mám, polka
- Nový Rozmarýnek, lied met harmonieorkest
- Od Mistřína cestička
- Píseň pro mámu
- Pod dubňanskú horú
- Poslůchala frajárenka
- Pramínek vody
- Sklipku Muj, wals
- Slovácké mamičky
- Slunko krásné
- Svítá nový den, wals
- Tiše šumí vítr
- Tisíc Přání
- Trumpeta S Bubnem, polka
- U Cějkonic mlyn, polka
- Už se černé vlásky
- V Nasem Kraji, polka
- Vánoční hvězda
- Vinšování
- Z květů a snů
- Za horama
- Zahrada Moravy

- International Standard Name Identifier: 0000 0000 7921 1812
- Library of Congress Control Number: no2018161943
- Nationale Bibliotheek van Tsjechië: ola200209211
- Virtual International Authority File: 79830819
- WorldCat: E39PBJwCVp6cGCQf9Jf4p4tBT3